# The Guides
The Guides (von englisch guide ‚Führer, Wegweiser, Orientierungshilfe‘) sind zwei mit Tussockgras bewachsene Inseln vor der Nordküste Südgeorgiens. Sie liegen vor der Ostseite der Westseite der Mündung des Fortuna-Gletschers in den Südatlantik.
Teilnehmer der Zweiten Deutschen Antarktisexpedition (1911–1912) unter der Leitung von Wilhelm Filchner kartierten sie. Ihr Name erscheint auf Kartenmaterial, das im Zuge von Vermessungen durch Wissenschaftler der britischen Discovery Investigations zwischen 1926 und 1930 entstand.